# Amherstburg
Amherstburg är en ort i Kanada.   Den ligger i provinsen Ontario, i den sydöstra delen av landet, 700 km sydväst om huvudstaden Ottawa. Amherstburg ligger 181 meter över havet och antalet invånare är 21 556.
Amherstburg ligger vid Detroitfloden östra strand. Närmaste större samhälle är LaSalle, 13,6 km norr om Amherstburg.